# Adolf Wild von Hohenborn

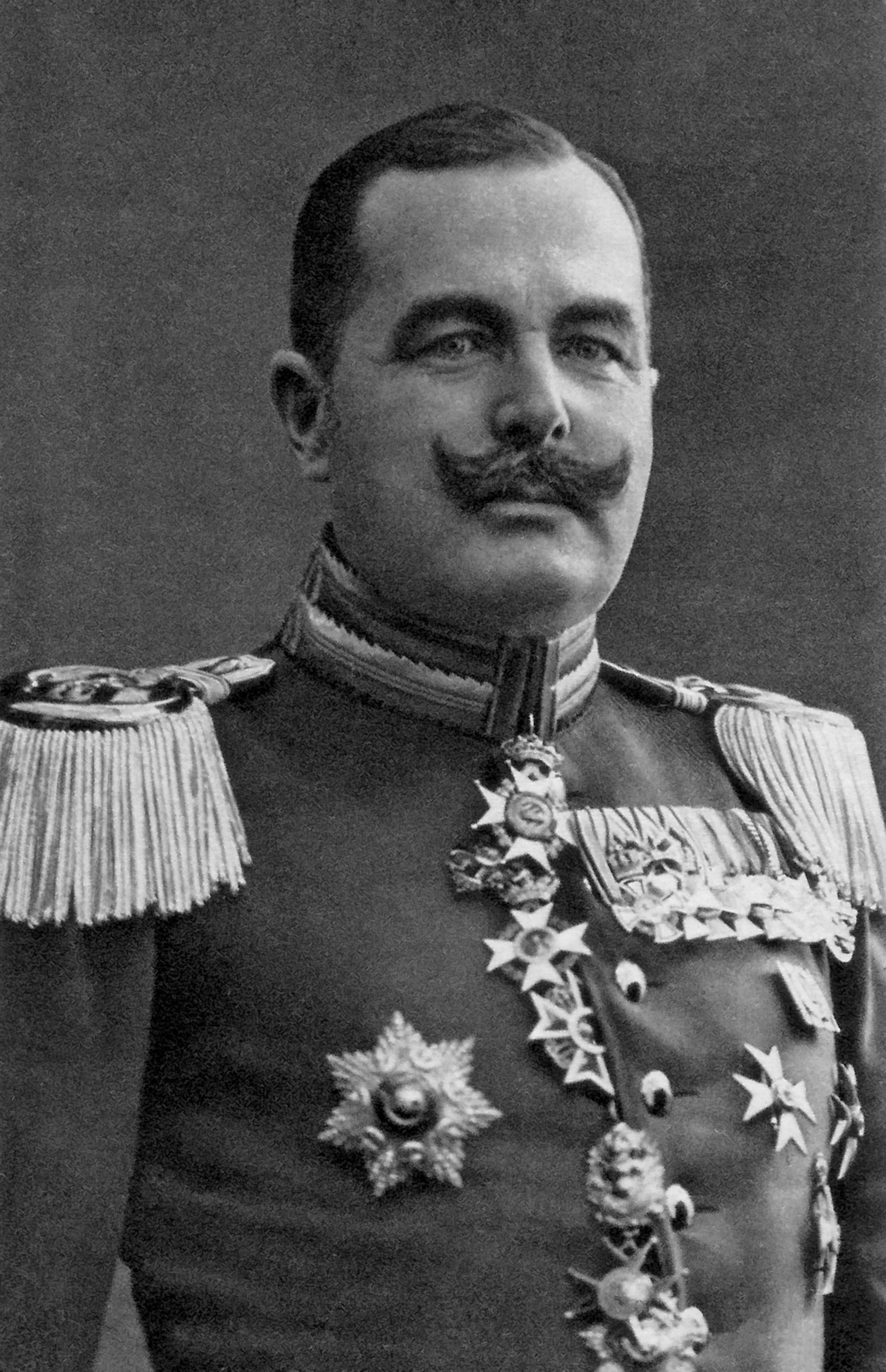
Kriegsminister Adolf Wild von Hohenborn

Adolf Heinrich Wild, ab 1888 von Wild, ab 1896 Freiherr von Wild, ab 1900 Wild von Hohenborn, (* 8. Juli 1860 in Kassel; † 25. Oktober 1925 in Malsburg-Hohenborn) war ein preußischer General der Infanterie sowie Staats- und Kriegsminister im Ersten Weltkrieg.

## Herkunft
Die Familie Wild war im 18. Jahrhundert aus Bern nach Deutschland eingewandert. Der Urgroßvater ließ sich in Kassel als Apotheker nieder. Die Eltern des Generals waren der Kasseler Apotheker Johann Rudolf von Wild (1813–1867) und dessen zweite Ehefrau Auguste Wilhelmine Studte (1833–1897). Das Adelsprädikat „von“ wurde dem Großvater am 9. April 1783 zugestanden, nach dem Beschluss des Großrates durften alle regimentsfähigen Geschlechter der Stadt Bern das Prädikat führen. Am 8. Februar 1888 erfolgte auch die preußische Bestätigung für alle Nachkommen des Johann Rudolf Wild (1783–1849).
Adolf Wild wurde 1896 in den preußischen Freiherrenstand erhoben und erhielt am 3. Januar 1900 den preußischen Adel mit dem Zusatz „von Hohenborn“.

## Leben
Er trat am 25. September 1878 als Fahnenjunker in das 3. Hessische Infanterie-Regiment Nr. 83 ein und wurde dort am 14. Februar 1880 zum Sekondeleutnant befördert. Nach einem knappen Jahr folgte seine Versetzung in das Infanterie-Regiment Nr. 130, in dem er dann ab 1. April 1884 als Adjutant des II. Bataillons fungierte. Für zwei Jahre beurlaubte man ihn ab 1. Mai 1885 vom aktiven Dienst, da er in dieser Zeit in Begleitung des ältesten Sohnes von Otto zu Stolberg-Wernigerode die Universität besuchte.
Bei Wiederaufnahme seines Dienstes im Jahr 1887 versetzte man Hohenborn in das Brandenburgische Jäger-Bataillon Nr. 3 nach Lübben. Hier wurde er 1888 Premierleutnant. 1890 wurde er in das Königin Elisabeth Garde-Grenadier-Regiment Nr. 3 (Charlottenburg) versetzt. Von 1893 war er für ein Jahr in den Großen Generalstab kommandiert und hier zum Hauptmann befördert. 1898 folgte die reguläre Versetzung in den Generalstab und ein Jahr später seine Beförderung zum Major. Ab Anfang 1900 war er als Generalstabsoffizier in der 1. Garde-Division. Ab 1904 war er wieder im Generalstab eingesetzt, ab 1906 Oberstleutnant. Von 1906 bis 1909 war er Chef des Generalstabs beim Generalkommando. Als Oberst wurde er am 20. Februar 1909 bis 4. Oktober 1910 Kommandeur des 2. Badischen Grenadier-Regiment „Kaiser Wilhelm I.“ Nr. 110 und anschließend bis 5. April 1912 des Königin Elisabeth Garde-Grenadier-Regiments Nr. 3. Anschließend  erhielt er als Generalmajor die Führung über die 3. Garde-Infanterie-Brigade und wechselte Mitte 1913 als Direktor an das Allgemeine Kriegs-Departements in das Kriegsministerium.
Mit der Mobilmachung am 2. August 1914 ernannte man Hohenborn zum stellvertretenden Kriegsminister. Dieses Amt gab er Ende des Monats bereits wieder auf und erhielt das Kommando über die 30. Division, die er in der ersten Aisneschlacht führte. Ab 3. November 1914 fungierte Hohenborn dann kurzzeitig als Chef des Generalstabs der 8. Armee. Von diesem Posten wurde er nach sieben Tagen abberufen, zur Verfügung des Chefs des Generalstabs des Feldheeres gestellt und am 27. November zum Generalquartiermeister ernannt.
Hohenborn war vom 21. Januar 1915 bis zum 29. Oktober 1916 preußischer Kriegsminister. Seine Ernennung erfolgte, um Erich von Falkenhayn von der Doppelaufgabe als Kriegsminister und Chef des Generalstabes zu entlasten. Hohenborn hielt sich zumeist im Großen Hauptquartier auf, während sein Stellvertreter Franz Gustav von Wandel die Geschäfte in Berlin führte. Er war ein Kritiker Paul von Hindenburgs, insbesondere an dessen Arbeitspflichtprogramm. Zwiespältig in Erinnerung geblieben ist Hohenborns Erlass zur Judenzählung vom 11. Oktober 1916, zur Nachweisung der beim Heere befindlichen (einschließlich der noch vorhandenen vertraglich angenommenen Ärzte) wehrpflichtigen Juden. Tatsächlich empfanden jüdische Kriegsteilnehmer diese Zählung als einen Schlag ins Gesicht. Sie mussten im Feld vor ihrem Vorgesetzten erscheinen und ihm ihre Religion schriftlich angeben. Dessen Durchführung erlebte er nicht mehr im Amt, da er auf Betreiben Hindenburgs durch die Oberste Heeresleitung kurz darauf vom Kaiser entlassen wurde. Hindenburg behauptete später in einem Schreiben an den Bruder eines gefallenen Juden, die Zählung habe lediglich die Anschuldigung widerlegen sollen und damit den Juden Genugtuung verschaffen. Das steht allerdings im Gegensatz zu der ausführlichen einleitenden Begründung der Judenzählung Fortgesetzt laufen beim Kriegsministerium aus der Bevölkerung Klagen ein (nämlich über Drückebergerei), die Hohenborn per Unterschrift verantwortet, ist aber auch Teil des Erlasses: Um diese Klagen nachzuprüfen und ihnen gegebenenfalls entgegentreten zu können, ersucht das Kriegsministerium ergebenst um gefällige Aufstellung einer Nachweisung nach dem anliegenden Muster 1 und 2.
Anschließend wurde er zum Kommandierenden General des XVI. Armee-Korps ernannt, das bis Kriegsende in den Argonnen im Einsatz war. Nach dem Waffenstillstand führte er seine Truppen in die Heimat zurück, wo Hohenborn am 3. April 1919 aus dem Dienst verabschiedet und in den Ruhestand versetzt wurde. Er erhielt am 3. November 1919 den Charakter als General der Infanterie verliehen.

### Familie
Wild heiratete am 26. September 1887 in Kassel Else Kunoth (* 1865). Aus der Ehe gingen die Kinder Hans-Rudolf (1888–1913), Elisabeth (* 1892), Gertrude (* 1896), Auguste-Viktoria (* 1902) und Eitel-Friedrich (* 1907) hervor.

## Auszeichnungen
Für seine Verdienste wurde Hohenborn mehrfach ausgezeichnet. So erhielt er u. a.:
- Roter Adlerorden III. Klasse mit der Schleife[6]
- Kronenorden II. Klasse[6]
- Ritterkreuz des Königlichen Hausordens von Hohenzollern[6]
- Preußisches Dienstauszeichnungskreuz[6]
- Ehrenkreuz des Greifenordens[6]
- Offizier des Albrechts-Ordens[6]
- Komtur II. Klasse des Herzoglich Sachsen-Ernestinischen Hausordens[6]
- I. Klasse des Waldeckschen Verdienstkreuzes[6]
- Ehrenkreuz des Ordens der Württembergischen Krone[6]
- Kommandeur des Erlöser-Ordens[6]
- Offizier des Ritterordens der Heiligen Mauritius und Lazarus[6]
- Kommandeur des Ordens der Krone von Italien[6]
- Komtur des Franz-Joseph-Ordens[6]
- Komtur des Gregoriusordens[6]
- Kommandeur des Ordens der Krone von Rumänien[6]
- Komtur des Ordens der Siamesischen Krone[6]
- Mecidiye-Orden II. Klasse[6]
- Ritterkreuz des Militär-St.-Heinrichs-Ordens am 13. Januar 1915[7]
- Pour le Mérite mit Eichenlaub
  - Pour le Mérite am 2. August 1915
  - Eichenlaub am 11. Oktober 1918
- Großkreuz des ö.k. Leopold-Ordens mit Kriegsdekoration

## Ehrung
Die Straße 34 in Berlin-Lankwitz wurde 1937 zu seinen Ehren in Hohenbornweg umbenannt.